# Rugby a 7 ai III Giochi olimpici giovanili estivi
I tornei di rugby a 7 dei III Giochi olimpici giovanili estivi si sono svolti dal 13 al 15 ottobre 2018 nel campo del Club Atlético de San Isidro a Buenos Aires.

## Torneo maschile
- Argentina
- Giappone
- Stati Uniti
- Samoa
- Francia
- Sudafrica

## Torneo femminile
- Kazakistan
- Canada
- Colombia
- Nuova Zelanda
- Francia
- Tunisia

## Podi

### Uomini
| Evento                    | Oro       | Argento | Bronzo   |
| Rugby maschile (dettagli) | Argentina | Francia | Giappone |

### Donne
| Evento                     | Oro           | Argento | Bronzo |
| Rugby femminile (dettagli) | Nuova Zelanda | Francia | Canada |